# Ahora es Tiemponuevo
Ahora es Tiemponuevo es el tercer álbum de estudio oficial de la banda chilena Tiemponuevo, lanzado en 1971 por el sello DICAP, y el último lanzado en Chile antes de su exilio en septiembre de 1973 en Argentina y luego Alemania, producto del Golpe de Estado y posterior inicio de la dictadura militar.
El disco inicia con una versión de la canción del coterráneo Payo Grondona «Elevar la producción», aparecida ese mismo año en el álbum del cantautor Lo que son las cosas, ¿no?, y perteneciente a su sencillo Yo no sé decir adiós, amor / Elevar la producción.

## Lista de canciones
Toda la música compuesta por Roberto Rivera, salvo que se indique lo contrario. 
| Lado A |                           |                   |          |  |
| N.º    | Título                    | Música            | Duración |  |
| 1.     | «Elevar la producción»    | Payo Grondona     | 2:20     |  |
| 2.     | «Recordándote»            | Alfredo Zitarrosa | 3:53     |  |
| 3.     | «Canta conmigo»           |                   | 3:10     |  |
| 4.     | «Me volverás a encontrar» |                   | 2:58     |  |
| 5.     | «Nuestro camino»          | Marcos Velásquez  | 4:06     |  |
| 16:27  |                           |                   |          |  |

| Lado B |                                                        |          |  |
| N.º    | Título                                                 | Duración |  |
| 6.     | «Contra viento o temporal» (o «Contra viento y marea») | 3:14     |  |
| 7.     | «Lo lograremos»                                        | 3:36     |  |
| 8.     | «Por nosotros»                                         | 3:02     |  |
| 9.     | «Gutierrito»                                           | 3:03     |  |
| 10.    | «Mujer»                                                | 3:15     |  |
| 11.    | «No es en vano»                                        | 2:19     |  |
| 18:29  |                                                        |          |  |